# Населення Нової Зеландії
Населення Нової Зеландії. Чисельність населення країни 2015 року становила 4,438 млн осіб (127-ме місце у світі). Чисельність новозеландців стабільно збільшується, народжуваність 2015 року становила 13,33 ‰ (150-те місце у світі), смертність — 7,36 ‰ (116-те місце у світі), природний приріст — 0,82 % (136-те місце у світі) . 

## Природний рух

### Відтворення
Народжуваність у Новій Зеландії, станом на 2015 рік, дорівнює 13,33 ‰ (150-те місце у світі). Коефіцієнт потенційної народжуваності 2015 року становив 2,04 дитини на одну жінку (115-те місце у світі). Середній вік матері при народженні першої дитини становив 27,8 року (оцінка на 2009 рік).
Смертність у Новій Зеландії 2015 року становила 7,36 ‰ (116-те місце у світі).
Природний приріст населення в країні 2015 року становив 0,82 % (136-те місце у світі).
Природний рух чисельності населення Нової Зеландії за період 1921-2015 років
| Рік  | Чисельність населення (тис. осіб) | Кількість живих народжень | Кількість смертей | Природний приріст | Народжуваність (‰) | Смертність (‰) | Природний приріст (‰) | Фертильність |
| ---- | --------------------------------- | ------------------------- | ----------------- | ----------------- | ------------------ | -------------- | --------------------- | ------------ |
| 1921 |                                   | 29 623                    | 11 474            | 18 149            |                    |                |                       | 3,08         |
| 1922 |                                   | 30 448                    | 11 874            | 18 574            |                    |                |                       | 3,08         |
| 1923 |                                   | 29 148                    | 12 239            | 16 909            | 23,7               | 9,9            | 13,8                  | 2,96         |
| 1924 |                                   | 29 260                    | 11 540            | 17 720            | 23,2               | 9,4            | 13,8                  | 2,93         |
| 1925 |                                   | 29 869                    | 11 844            | 18 025            | 22,9               | 9,2            | 13,7                  | 2,90         |
| 1926 |                                   | 29 904                    | 12 517            | 17 387            | 22,0               | 9,4            | 12,6                  | 2,88         |
| 1927 | 1 429                             | 29 278                    | 12 600            | 16 678            | 20,3               | 8,8            | 11,5                  | 2,79         |
| 1928 | 1 450                             | 28 398                    | 12 860            | 15 538            | 19,8               | 8,8            | 11,0                  | 2,70         |
| 1929 | 1 467                             | 28 859                    | 13 220            | 15 639            | 19,5               | 9,0            | 10,5                  | 2,64         |
| 1930 | 1 486                             | 28 822                    | 13 145            | 15 677            | 19,3               | 8,8            | 10,5                  | 2,60         |
| 1931 | 1 506                             | 28 867                    | 13 062            | 15 805            | 19,1               | 8,6            | 10,5                  | 2,56         |
| 1932 | 1 522                             | 27 535                    | 12 875            | 14 660            | 18,0               | 8,4            | 9,6                   | 2,38         |
| 1933 | 1 534                             | 27 204                    | 12 862            | 14 342            | 17,7               | 8,3            | 9,4                   | 2,31         |
| 1934 | 1 547                             | 27 220                    | 13 810            | 13 410            | 17,5               | 8,9            | 8,6                   | 2,29         |
| 1935 | 1 558                             | 27 150                    | 13 664            | 13 486            | 17,4               | 8,7            | 8,7                   | 2,25         |
| 1936 | 1 569                             | 28 395                    | 14 658            | 13 737            | 18,0               | 9,3            | 8,7                   | 2,30         |
| 1937 | 1 584                             | 29 896                    | 15 215            | 17 681            | 18,8               | 9,6            | 9,2                   | 2,39         |
| 1938 | 1 601                             | 30 845                    | 16 874            | 13 971            | 19,2               | 10,5           | 8,7                   | 2,44         |
| 1939 | 1 618                             | 32 872                    | 15 933            | 16 939            | 20,2               | 9,8            | 10,4                  | 2,56         |
| 1940 | 1 641                             | 36 945                    | 15 875            | 21 070            | 22,6               | 9,7            | 12,9                  | 2,84         |
| 1941 | 1 633                             | 39 170                    | 17 047            | 22 123            | 24,0               | 10,4           | 13,6                  | 2,93         |
| 1942 | 1 631                             | 37 818                    | 18 117            | 19 701            | 23,1               | 11,1           | 12,0                  | 2,87         |
| 1943 | 1 636                             | 34 684                    | 17 122            | 17 562            | 21,2               | 10,4           | 10,8                  | 2,61         |
| 1944 | 1 642                             | 38 037                    | 17 049            | 20 088            | 22,9               | 10,3           | 12,6                  | 2,85         |
| 1945 | 1 676                             | 51 534                    | 17 686            | 33 848            | 24,4               | 10,4           | 14,0                  | 3,10         |
| 1946 | 1 724                             | 47 524                    | 17 720            | 29 804            | 27,1               | 10,1           | 17,0                  | 3,45         |
| 1947 | 1 781                             | 49 698                    | 17 442            | 32 256            | 27,6               | 9,7            | 17,9                  | 3,63         |
| 1948 | 1 817                             | 49 062                    | 17 285            | 31 777            | 26,7               | 9,4            | 17,3                  | 3,57         |
| 1949 | 1 853                             | 48 841                    | 17 578            | 31 263            | 26,1               | 9,4            | 16,7                  | 3,53         |
| 1950 | 1 892                             | 49 331                    | 18 084            | 31 247            | 25,8               | 9,5            | 16,3                  | 3,55         |
| 1951 | 1 927                             | 49 806                    | 18 836            | 30 970            | 25,6               | 9,7            | 15,9                  | 3,60         |
| 1952 | 1 970                             | 51 846                    | 18 896            | 32 950            | 26,0               | 9,5            | 16,5                  | 3,67         |
| 1953 | 2 024                             | 51 888                    | 18 354            | 33 534            | 25,3               | 9,0            | 16,3                  | 3,65         |
| 1954 | 2 074                             | 54 055                    | 18 876            | 35 179            | 25,8               | 9,0            | 16,8                  | 3,78         |
| 1955 | 2 118                             | 55 596                    | 19 225            | 36 371            | 26,0               | 9,0            | 17,0                  | 3,88         |
| 1956 | 2 164                             | 56 631                    | 19 696            | 36 935            | 25,8               | 9,0            | 16,8                  | 3,98         |
| 1957 | 2 209                             | 58 425                    | 20 862            | 37 563            | 26,1               | 9,3            | 16,8                  | 4,03         |
| 1958 | 2 262                             | 60 556                    | 20 301            | 40 255            | 26,5               | 8,9            | 17,6                  | 4,11         |
| 1959 | 2 316                             | 61 798                    | 21 128            | 40 670            | 26,4               | 9,0            | 17,4                  | 4,18         |
| 1960 | 2 359                             | 62 779                    | 20 892            | 41 787            | 26,4               | 8,8            | 17,6                  | 4,24         |
| 1961 | 2 403                             | 65 390                    | 21 782            | 43 608            | 26,9               | 9,0            | 17,9                  | 4,31         |
| 1962 | 2 461                             | 65 014                    | 22 081            | 42 933            | 26,1               | 8,9            | 17,2                  | 4,19         |
| 1963 | 2 515                             | 64 527                    | 22 416            | 42 111            | 25,4               | 8,8            | 16,6                  | 4,05         |
| 1964 | 2 566                             | 62 302                    | 22 861            | 39 441            | 24,0               | 8,8            | 15,2                  | 3,80         |
| 1965 | 2 617                             | 60 047                    | 22 976            | 37 071            | 22,7               | 8,7            | 14,0                  | 3,54         |
| 1966 | 2 663                             | 60 003                    | 23 778            | 36 225            | 22,3               | 8,8            | 13,5                  | 3,41         |
| 1967 | 2 711                             | 61 022                    | 23 007            | 38 015            | 22,4               | 8,4            | 14,0                  | 3,35         |
| 1968 | 2 745                             | 62 112                    | 24 464            | 37 648            | 22,5               | 8,9            | 13,6                  | 3,37         |
| 1969 | 2 773                             | 62 360                    | 24 161            | 38 199            | 22,4               | 8,7            | 13,7                  | 3,28         |
| 1970 | 2 804                             | 62 050                    | 24 840            | 37 210            | 21,9               | 8,8            | 13,1                  | 3,17         |
| 1971 | 2 852                             | 64 460                    | 24 309            | 40 151            | 22,4               | 8,5            | 13,9                  | 3,18         |
| 1972 | 2 898                             | 63 215                    | 24 801            | 38 414            | 21,6               | 8,5            | 13,1                  | 3,00         |
| 1973 | 2 959                             | 60 727                    | 25 312            | 35 415            | 20,3               | 8,5            | 11,8                  | 2,76         |
| 1974 | 3 024                             | 59 936                    | 25 261            | 34 675            | 19,4               | 8,3            | 11,1                  | 2,58         |
| 1975 | 3 091                             | 56 639                    | 25 114            | 31 525            | 18,2               | 8,1            | 10,1                  | 2,37         |
| 1976 | 3 143                             | 55 105                    | 25 547            | 29 458            | 17,5               | 8,1            | 9,4                   | 2,27         |
| 1977 | 3 163                             | 54 179                    | 25 961            | 29 218            | 17,1               | 8,2            | 8,9                   | 2,21         |
| 1978 | 3 166                             | 51 029                    | 24 669            | 26 360            | 16,1               | 7,8            | 8,3                   | 2,07         |
| 1979 | 3 165                             | 52 279                    | 25 340            | 26 939            | 16,5               | 8,0            | 8,5                   | 2,12         |
| 1980 | 3 163                             | 50 542                    | 26 676            | 23 866            | 15,9               | 8,4            | 7,5                   | 2,03         |
| 1981 | 3 176                             | 50 794                    | 25 150            | 25 644            | 15,9               | 7,9            | 8,0                   | 2,01         |
| 1982 | 3 194                             | 49 938                    | 25 532            | 24 406            | 15,6               | 8,0            | 8,6                   | 1,95         |
| 1983 | 3 226                             | 50 474                    | 25 991            | 24 483            | 15,6               | 8,0            | 8,6                   | 1,92         |
| 1984 | 3 264                             | 51 636                    | 25 378            | 26 258            | 15,7               | 7,7            | 8,0                   | 1,93         |
| 1985 | 3 293                             | 51 798                    | 27 480            | 24 318            | 15,7               | 8,3            | 7,4                   | 1,93         |
| 1986 | 3 303                             | 52 824                    | 27 045            | 25 779            | 16,2               | 8,2            | 8,0                   | 1,96         |
| 1987 | 3 313                             | 55 254                    | 27 419            | 27 835            | 16,6               | 8,2            | 8,4                   | 2,03         |
| 1988 | 3 342                             | 57 546                    | 27 408            | 30 138            | 17,2               | 8,2            | 9,0                   | 2,10         |
| 1989 | 3 345                             | 58 091                    | 27 042            | 31 049            | 17,3               | 8,1            | 9,2                   | 2,12         |
| 1990 | 3 369                             | 60 153                    | 26 531            | 33 622            | 17,7               | 7,8            | 9,9                   | 2,18         |
| 1991 | 3 410                             | 59 911                    | 26 389            | 33 522            | 17,3               | 7,6            | 9,7                   | 2,09         |
| 1992 | 3 516                             | 59 166                    | 27 115            | 32 051            | 16,7               | 7,7            | 9,0                   | 2,06         |
| 1993 | 3 552                             | 58 782                    | 27 100            | 31 682            | 16,4               | 7,6            | 8,8                   | 2,04         |
| 1994 | 3 597                             | 57 321                    | 26 953            | 30 258            | 15,8               | 7,4            | 8,4                   | 1,98         |
| 1995 | 3 648                             | 57 671                    | 27 813            | 29 858            | 15,7               | 7,6            | 8,1                   | 1,98         |
| 1996 | 3 706                             | 57 280                    | 28 255            | 29 025            | 15,3               | 7,6            | 7,7                   | 1,96         |
| 1997 | 3 762                             | 57 604                    | 27 471            | 30 133            | 15,2               | 7,3            | 7,9                   | 1,95         |
| 1998 | 3 802                             | 55 349                    | 26 206            | 29 143            | 14,5               | 6,9            | 7,6                   | 1,89         |
| 1999 | 3 829                             | 57 053                    | 28 122            | 28 931            | 14,9               | 7,3            | 7,6                   | 1,97         |
| 2000 | 3 851                             | 56 605                    | 26 660            | 29 945            | 14,7               | 6,9            | 7,8                   | 1,98         |
| 2001 | 3 873                             | 55 799                    | 27 825            | 27 974            | 14,3               | 7,1            | 7,2                   | 1,97         |
| 2002 | 3 916                             | 54 021                    | 28 065            | 25 956            | 13,7               | 7,1            | 6,6                   | 1,88         |
| 2003 | 3 989                             | 56 134                    | 28 010            | 28 124            | 13,9               | 7,0            | 6,9                   | 1,93         |
| 2004 | 4 061                             | 58 073                    | 28 419            | 29 654            | 14,2               | 7,0            | 7,2                   | 1,99         |
| 2005 | 4 114                             | 57 745                    | 27 034            | 30 711            | 14,0               | 6,5            | 7,5                   | 1,97         |
| 2006 | 4 161                             | 59 193                    | 28 245            | 30 948            | 14,1               | 6,7            | 7,4                   | 2,01         |
| 2007 | 4 211                             | 64 044                    | 28 522            | 35 522            | 15,1               | 6,7            | 8,4                   | 2,17         |
| 2008 | 4 252                             | 64 343                    | 29 188            | 35 155            | 15,1               | 6,8            | 8,3                   | 2,18         |
| 2009 | 4 291                             | 62 543                    | 28 964            | 33 579            | 14,5               | 6,7            | 7,8                   | 2,12         |
| 2010 | 4 370                             | 63 897                    | 28 440            | 35 457            | 14,6               | 6,5            | 8,1                   | 2,15         |
| 2011 | 4 408                             | 61 400                    | 30 080            | 31 320            | 13,9               | 6,8            | 7,1                   | 2,06         |
| 2012 | 4 438                             | 61 178                    | 30 099            | 31 079            | 13,8               | 6,8            | 7,0                   | 2,05         |
| 2013 | 4 479                             | 58 727                    | 29 568            | 29 159            | 13,1               | 6,6            | 6,5                   | 1,95         |
| 2014 | 4 554                             | 57 242                    | 31 063            | 26 179            | 12,7               | 6,9            | 5,8                   | 1,92         |
| 2015 | 4 649                             | 61 038                    | 31 608            | 29 430            | 13,3               | 6,9            | 6,4                   | 1,99         |

### Вікова структура

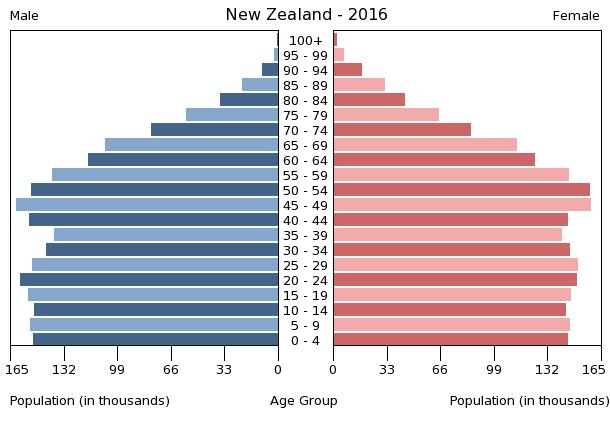
Віково-статева піраміда населення Нової Зеландії, 2016 рік

Середній вік населення Нової Зеландії становить 37,8 року (64-те місце у світі): для чоловіків — 36,9, для жінок — 38,7 року. Очікувана середня тривалість життя 2015 року становила 81,05 року (28-ме місце у світі), для чоловіків — 78,97 року, для жінок — 83,22 року.
Вікова структура населення Нової Зеландії, станом на 2015 рік, мала такий вигляд:
- діти віком до 14 років — 19,87 % (451 684 чоловіки, 430 084 жінки);
- молодь віком 15—24 роки — 13,74 % (313 140 чоловіків, 296 654 жінки);
- дорослі віком 25—54 роки — 40,25 % (894 475 чоловіків, 891 973 жінки);
- особи передпохилого віку (55—64 роки) — 11,52 % (249 765 чоловіків, 261 670 жінок);
- особи похилого віку (65 років і старіші) — 14,62 % (299 862 чоловіки, 349 086 жінок)[1].

### Шлюбність— розлучуваність
Коефіцієнт шлюбності, тобто кількість шлюбів на 1 тис. осіб за календарний рік, дорівнює 4,8; коефіцієнт розлучуваності — 2,0; індекс розлучуваності, тобто відношення шлюбів до розлучень за календарний рік — 42. Середній вік, коли чоловіки беруть перший шлюб, дорівнює 30,1 року, жінки — 28,6 року, загалом — 29,4 року (дані за 2014 рік).

## Розселення

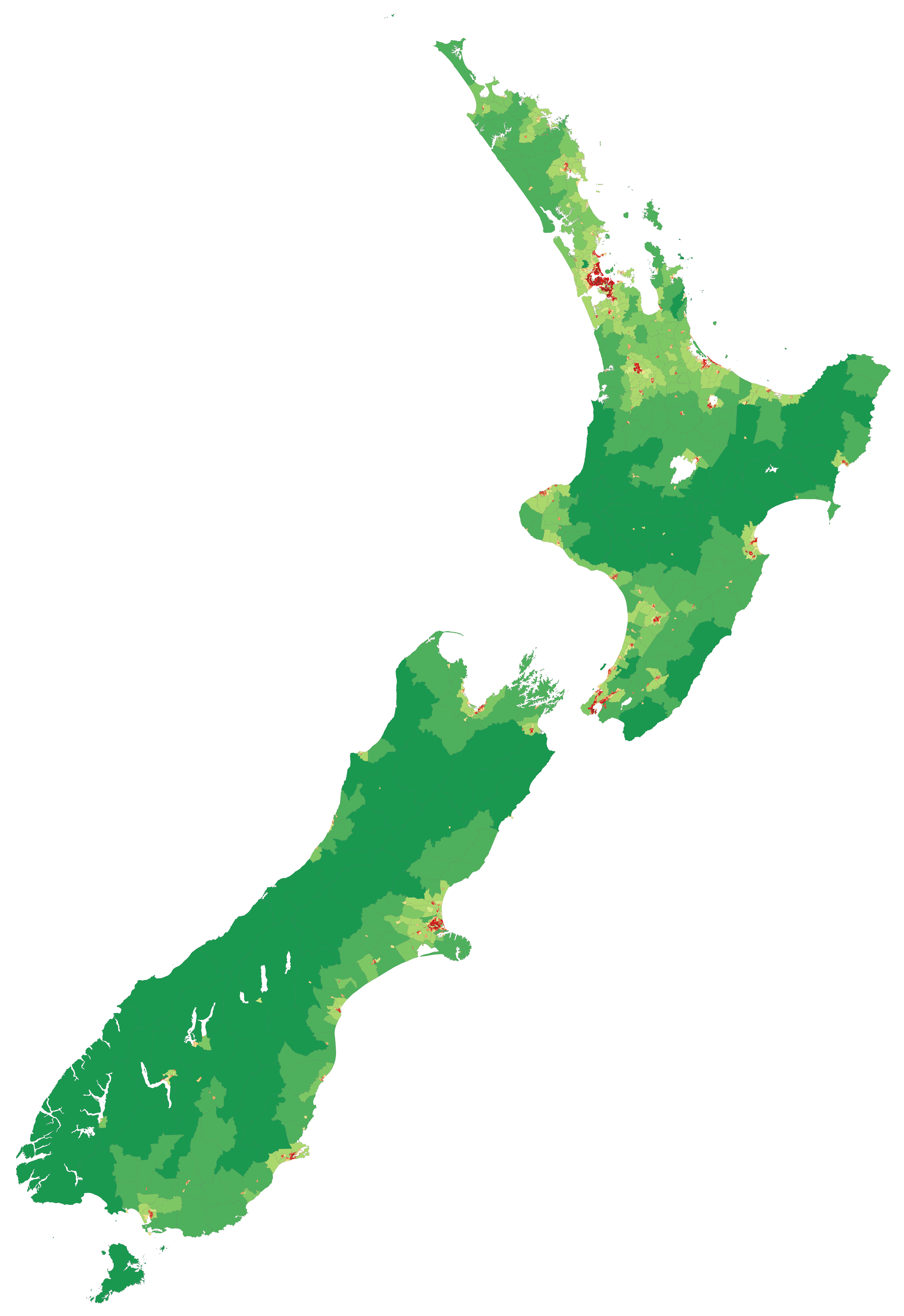
Густота населення Нової Зеландії

Густота населення країни 2015 року становила 17,2 особи/км² (203-тє місце у світі).

### Урбанізація
Нова Зеландія надзвичайно урбанізована країна. Рівень урбанізованості становить 86,3 % населення країни (станом на 2015 рік), темпи зростання частки міського населення — 1,05 % (оцінка тренду за 2010—2015 роки).
Головні міста держави: Окленд — 1,344 млн осіб, Веллінгтон (столиця) — 383,0 тис. осіб (дані за 2015 рік).

### Міграції

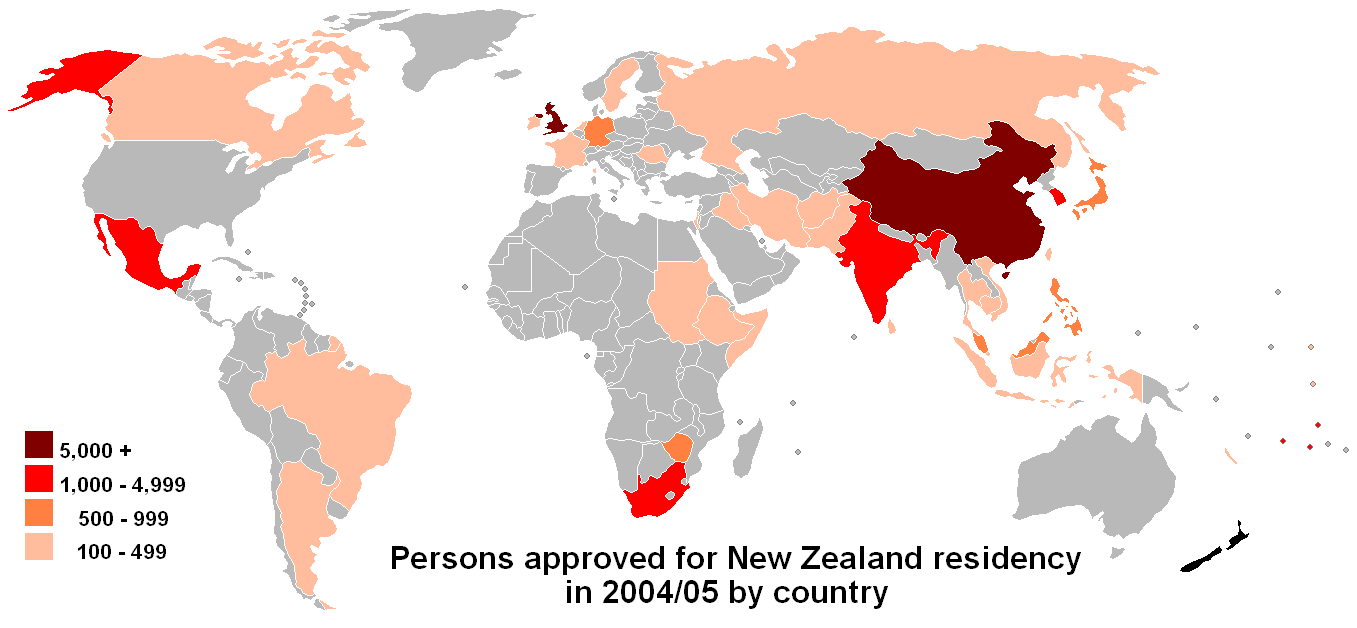
Країни походження іммігрантів до Нової Зеландії

Річний рівень імміграції 2015 року становив 2,21 ‰ (48-ме місце у світі). Цей показник не враховує різниці між законними і незаконними мігрантами, між біженцями, трудовими мігрантами та іншими.
Нова Зеландія є членом Міжнародної організації з міграції (IOM).

## Расово-етнічний склад
| Етнічний склад (2015 рік) | Етнічний склад (2015 рік) | Етнічний склад (2015 рік) | Етнічний склад (2015 рік) | Етнічний склад (2015 рік) |
| ------------------------- | ------------------------- | ------------------------- | ------------------------- | ------------------------- |
| Етнос:                    |                           |                           | Відсоток:                 |                           |
| європейці                 | європейці                 |                           | 71.2%                     | 71.2%                     |
| маорі                     | маорі                     |                           | 14.1%                     | 14.1%                     |
| азіати                    | азіати                    |                           | 11.3%                     | 11.3%                     |
| полінезійці               | полінезійці               |                           | 7.6%                      | 7.6%                      |
| латиноамериканці          | латиноамериканці          |                           | 1%                        | 1%                        |
| африканці                 | африканці                 |                           | 1.1%                      | 1.1%                      |
| інші                      | інші                      |                           | 8%                        | 8%                        |

Головні етноси країни: європейці — 71,2 %, маорі — 14,1 %, азіати — 11,3 %, полінезійці — 7,6 %, латиноамериканці, африканці — 1,1 %, інші — 8 % населення (дані перепис 2013 року).

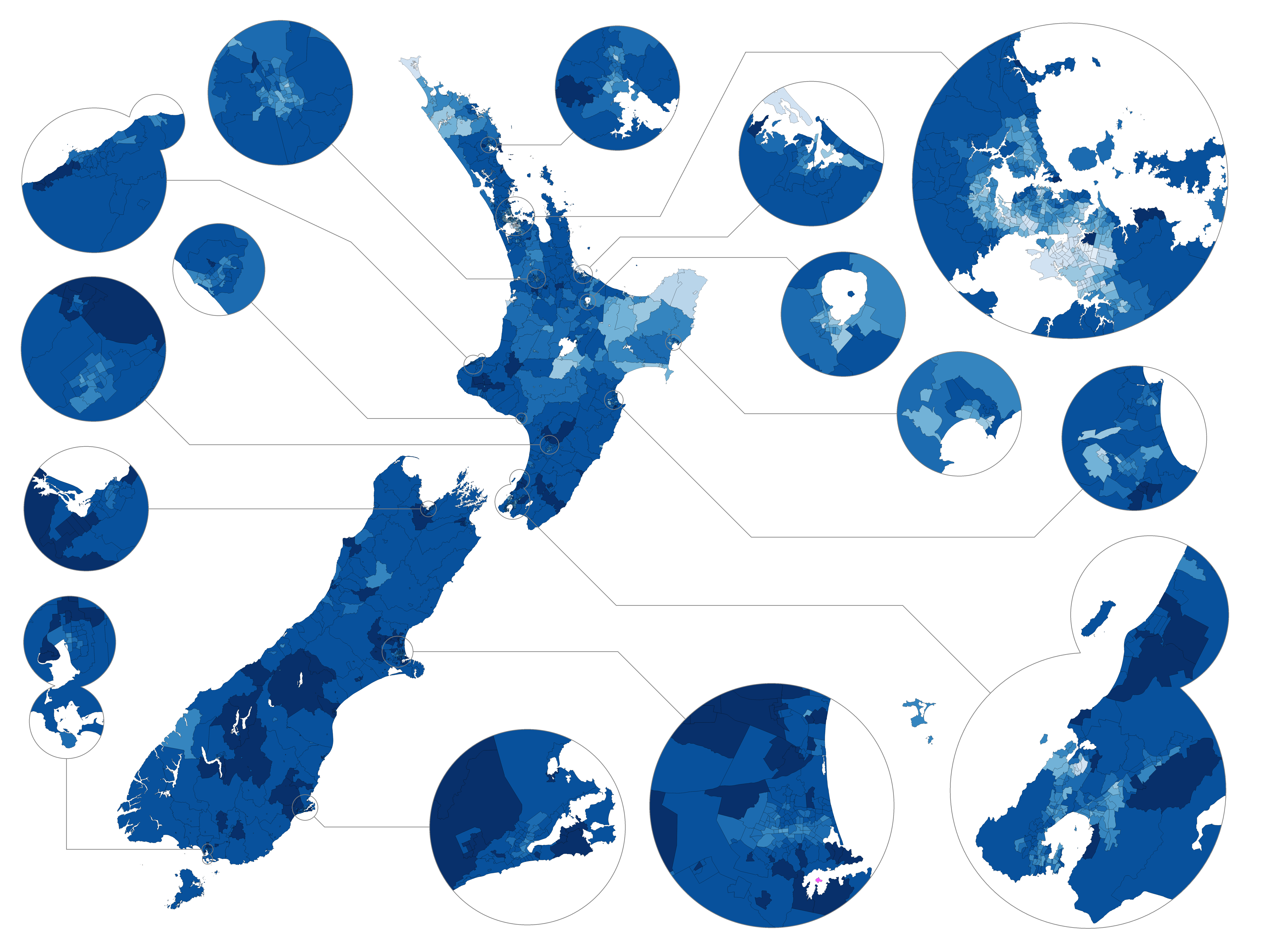
Розселення європейців (пакеха), 2013 рік
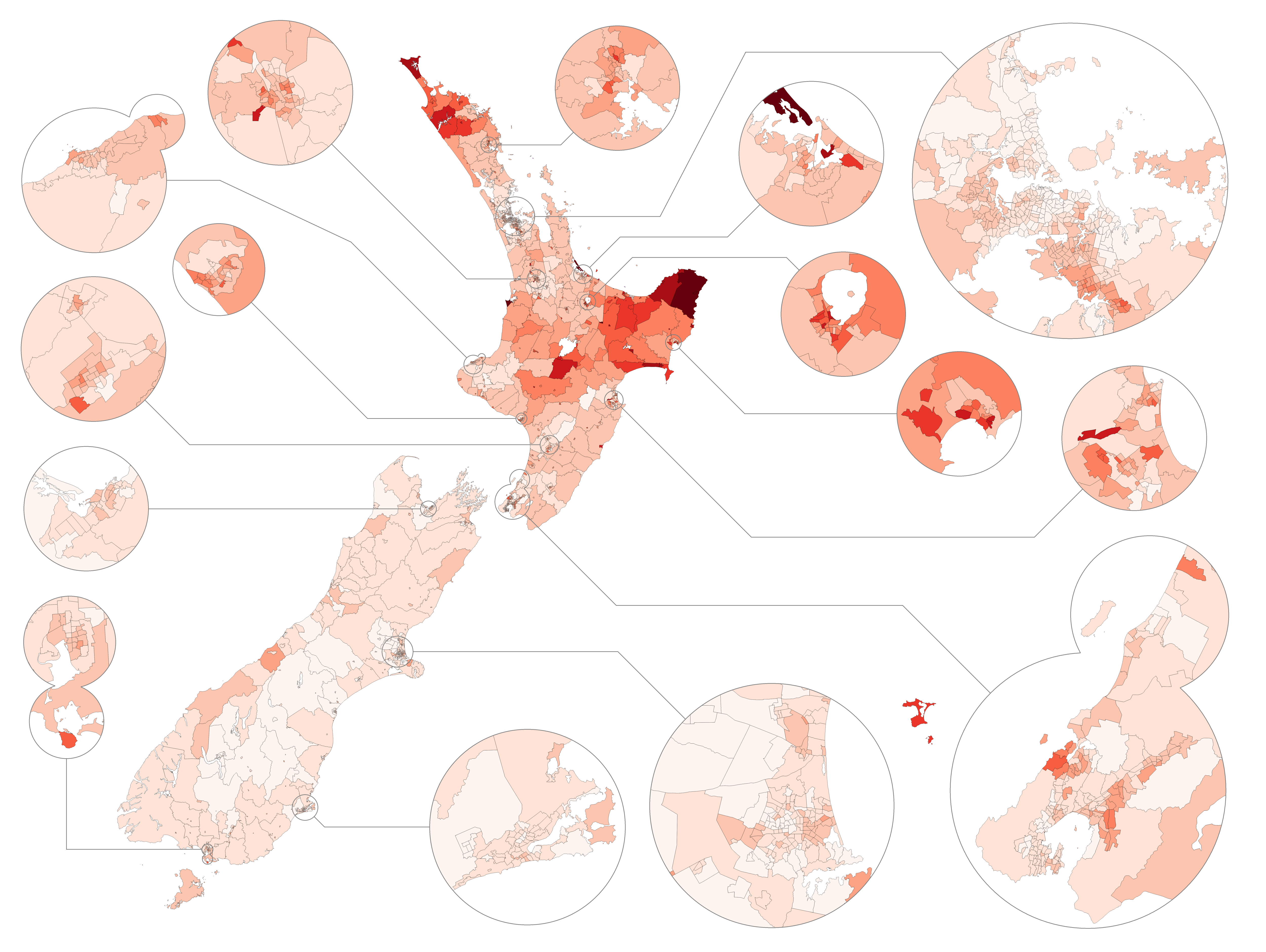
Розселення маорі, 2013 рік
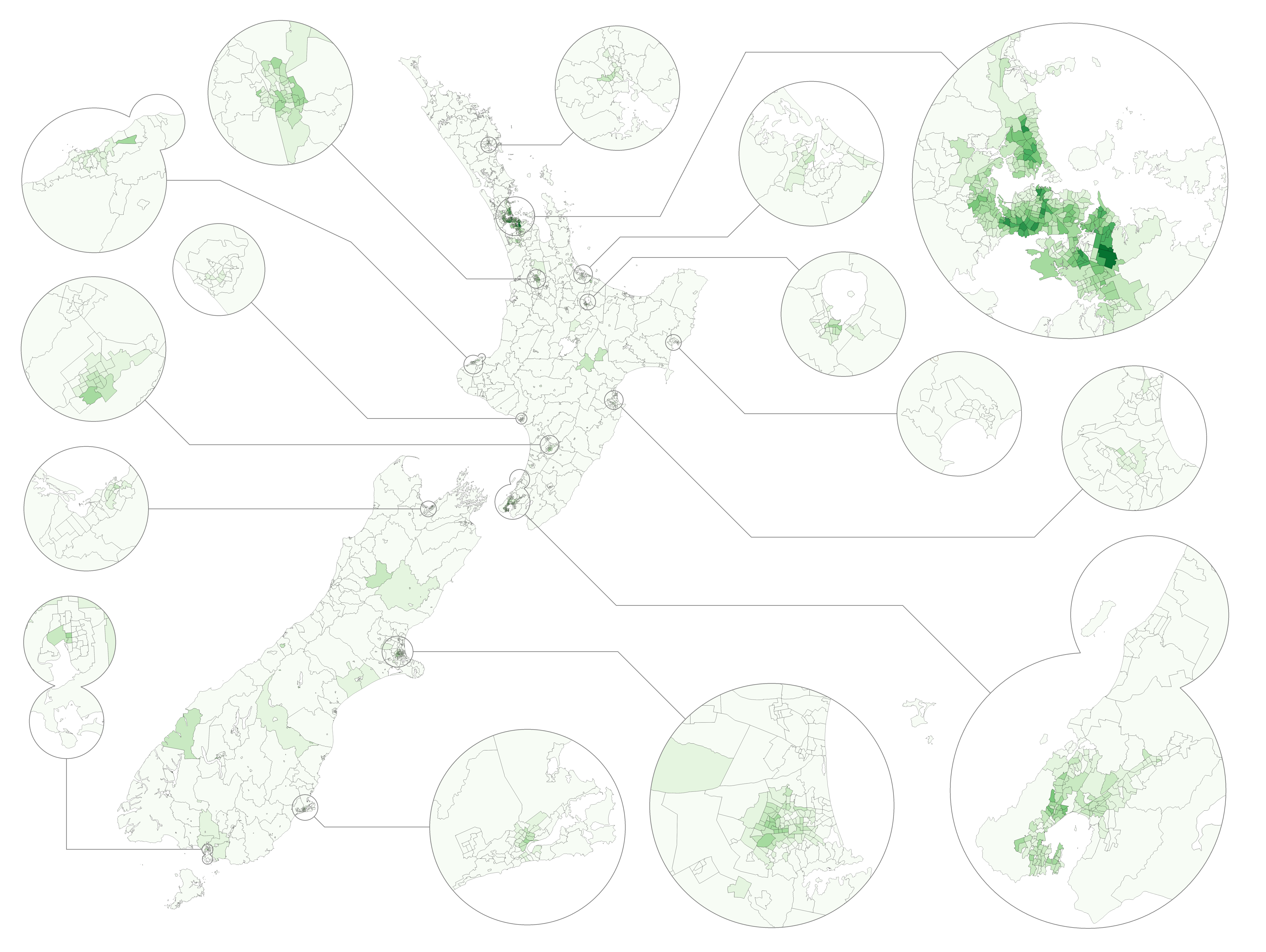
Розселення азійців, 2013 рік
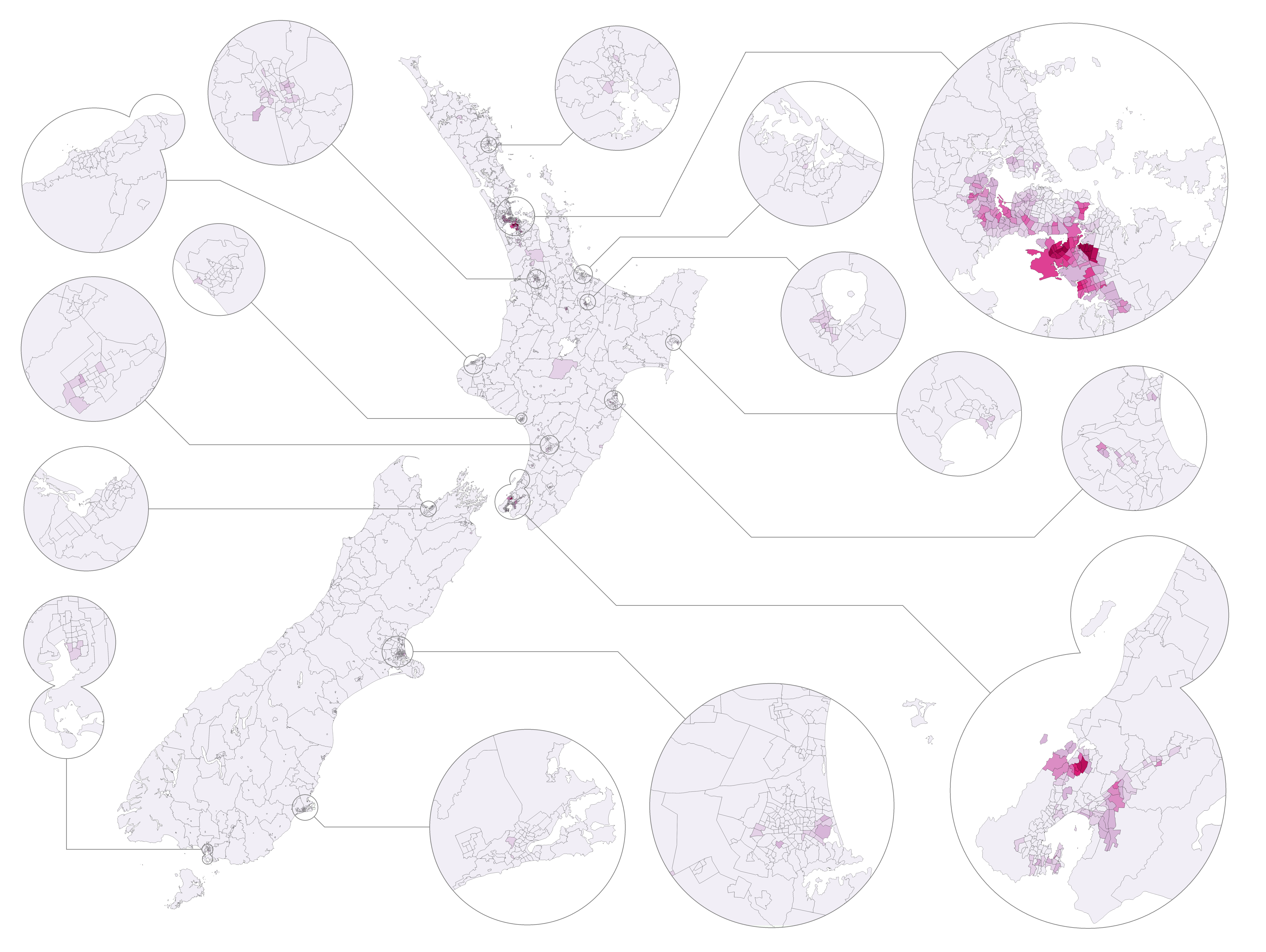
Розселення тихоокеанців, 2013 рік

## Мови
| Мови Нової Зеландії (2015 рік) | Мови Нової Зеландії (2015 рік) | Мови Нової Зеландії (2015 рік) | Мови Нової Зеландії (2015 рік) | Мови Нової Зеландії (2015 рік) |
| ------------------------------ | ------------------------------ | ------------------------------ | ------------------------------ | ------------------------------ |
| Мова:                          |                                |                                | Відсоток:                      |                                |
| англійська                     | англійська                     |                                | 89.8%                          | 89.8%                          |
| маорійська                     | маорійська                     |                                | 3.5%                           | 3.5%                           |
| самоанська                     | самоанська                     |                                | 2%                             | 2%                             |
| гінді                          | гінді                          |                                | 1.6%                           | 1.6%                           |
| французька                     | французька                     |                                | 1.2%                           | 1.2%                           |
| китайська                      | китайська                      |                                | 2.2%                           | 2.2%                           |
| інші                           | інші                           |                                | 20.5%                          | 20.5%                          |

Офіційні мови: англійська — розмовляє 89,8 % населення країни, маорійська — 3,5 %, жестова мова. Інші поширені мови: самоанська — 2 %, гінді — 1,6 %, французька — 1,2 %, китайська — 2,2 %, інші мови — 20,5 % (оцінка 2013 року).

## Релігії
| Релігії в Новій Зеландії (2009 рік) | Релігії в Новій Зеландії (2009 рік) | Релігії в Новій Зеландії (2009 рік) | Релігії в Новій Зеландії (2009 рік) | Релігії в Новій Зеландії (2009 рік) |
| ----------------------------------- | ----------------------------------- | ----------------------------------- | ----------------------------------- | ----------------------------------- |
| Віросповідання:                     |                                     |                                     | Відсоток:                           |                                     |
| християни                           | християни                           |                                     | 45.7%                               | 45.7%                               |
| індуїсти                            | індуїсти                            |                                     | 2.1%                                | 2.1%                                |
| буддисти                            | буддисти                            |                                     | 1.4%                                | 1.4%                                |
| мусульмани                          | мусульмани                          |                                     | 1.1%                                | 1.1%                                |
| інші                                | інші                                |                                     | 1.4%                                | 1.4%                                |
| атеїсти                             | атеїсти                             |                                     | 38.5%                               | 38.5%                               |
| агностики                           | агностики                           |                                     | 12.2%                               | 12.2%                               |

Головні релігії й вірування, які сповідує, і конфесії та церковні організації, до яких відносить себе населення країни: християнство — 44,3 % (католицтво — 11,6 %, англіканство — 10,8 %, пресвітеріанські конгрегації — 7,8 %, методизм — 2,4 %, п'ятидесятництво — 1,8 %, інші — 9,9 %), індуїзм — 2,1 %, буддизм — 1,4 %, маорійське християнство — 1,3 %, іслам — 1,1 %, інші — 1,4 % (юдаїзм, спірітуалізм, нью-ейдж, бахаїзм, традиційні азійські релігії), атеїсти — 38,5 %, не визначились — 8,2 %, відмовились відповідати — 4,1 % (згідно з переписом 2013 року).

## Освіта
Рівень письменності 2015 року становив 99 % дорослого населення (віком від 15 років): 99 % — серед чоловіків, 99 % — серед жінок.
Державні витрати на освіту становлять 6,4 % ВВП країни, станом на 2014 рік (16-те місце у світі). Середня тривалість освіти становить 19 років, для хлопців — до 18 років, для дівчат — до 20 років (станом на 2014 рік).

## Охорона здоров'я
Забезпеченість лікарями в країні на рівні 2,74 лікаря на 1000 мешканців (станом на 2010 рік). Забезпеченість лікарняними ліжками у стаціонарах — 2,3 ліжка на 1000 мешканців (станом на 2011 рік). Загальні витрати на охорону здоров'я 2014 року становили 11 % ВВП країни (20-те місце у світі).
Смертність немовлят до 1 року, станом на 2015 рік, становила 4,52 ‰ (181-ше місце у світі); хлопчиків — 5,07 ‰, дівчаток — 3,96 ‰. Рівень материнської смертності 2015 року становив 11 випадків на 100 тис. народжень (144-те місце у світі).
Нова Зеландія входить до складу ряду міжнародних організацій: Міжнародного руху (ICRM) і Міжнародної федерації товариств Червоного Хреста і Червоного Півмісяця (IFRCS), Дитячого фонду ООН (UNISEF), Всесвітньої організації охорони здоров'я (WHO).

### Захворювання
Кількість хворих на СНІД невідома, дані про відсоток інфікованого населення в репродуктивному віці 15—49 років відсутні. Дані про кількість смертей від цієї хвороби за 2014 рік відсутні.
Частка дорослого населення з високим індексом маси тіла 2014 року становила 30,6 % (34-те місце у світі).

### Санітарія
Доступ до облаштованих джерел питної води 2015 року мало 100 % населення в містах і 100 % у сільській місцевості; загалом 100 % населення країни. Споживання прісної води, станом на 2010 рік, дорівнює 4,75 км³ на рік, або 1,200 тонни на одного мешканця на рік: з яких 23 % припадає на побутові, 5 % — на промислові, 72 % — на сільськогосподарські потреби.

## Соціально-економічне становище
Співвідношення осіб, що в економічному плані залежать від інших, до осіб працездатного віку (15—64 роки) загалом становить 54 % (станом на 2015 рік): частка дітей — 31,1 %; частка осіб похилого віку — 22,9 %, або 4,4 потенційно працездатного на 1 пенсіонера. Загалом ці показники характеризують рівень потреби державної допомоги в секторах освіти, охорони здоров'я і пенсійного забезпечення, відповідно. Дані про відсоток населення країни, що перебуває за межею бідності, відсутні. Дані про розподіл доходів домогосподарств у країні відсутні.
Станом на 2016 рік, уся країна електрифікована, усе населення країни мало доступ до електромереж. Рівень проникнення інтернет-технологій надзвичайно високий. Станом на липень 2015 року в країні налічувалось 3,916 млн унікальних інтернет-користувачів (77-ме місце у світі), що становило 88,2 % загальної кількості населення країни.

### Трудові ресурси
Загальні трудові ресурси 2015 року становили 2,522 млн осіб (115-те місце у світі). Зайнятість економічно активного населення у господарстві країни розподіляється таким чином: аграрне, лісове і рибне господарства — 7 %; промисловість і будівництво — 19 %; сфера послуг — 74 % (станом на 2006 рік). Безробіття 2015 року дорівнювало 5,8 % працездатного населення, 2014 року — 5,7 % (64-те місце у світі); серед молоді у віці 15—24 років ця частка становила 15 %, серед юнаків — 14,3 %, серед дівчат — 15,8 % (64-те місце у світі).

## Кримінал

### Наркотики

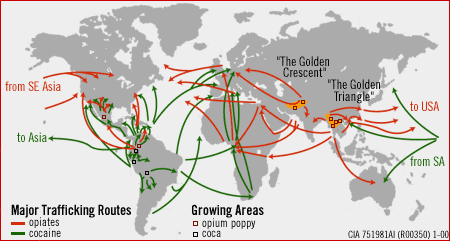
Світові маршрути наркотрафіку

Нова Зеландія — значний споживач амфетаміну.

### Торгівля людьми
Згідно зі щорічною доповіддю про торгівлю людьми (англ. Trafficking in Persons Report) Управління з моніторингу та боротьби з торгівлею людьми Державного департаменту США, уряд Нової Зеландії докладає усіх можливих зусиль у боротьбі з явищем примусової праці, сексуальної експлуатації, незаконною торгівлею внутрішніми органами, законодавство відповідає усім вимогам американського закону 2000 року щодо захисту жертв (англ. Trafficking Victims Protection Act’s), держава перебуває у списку першого рівня.

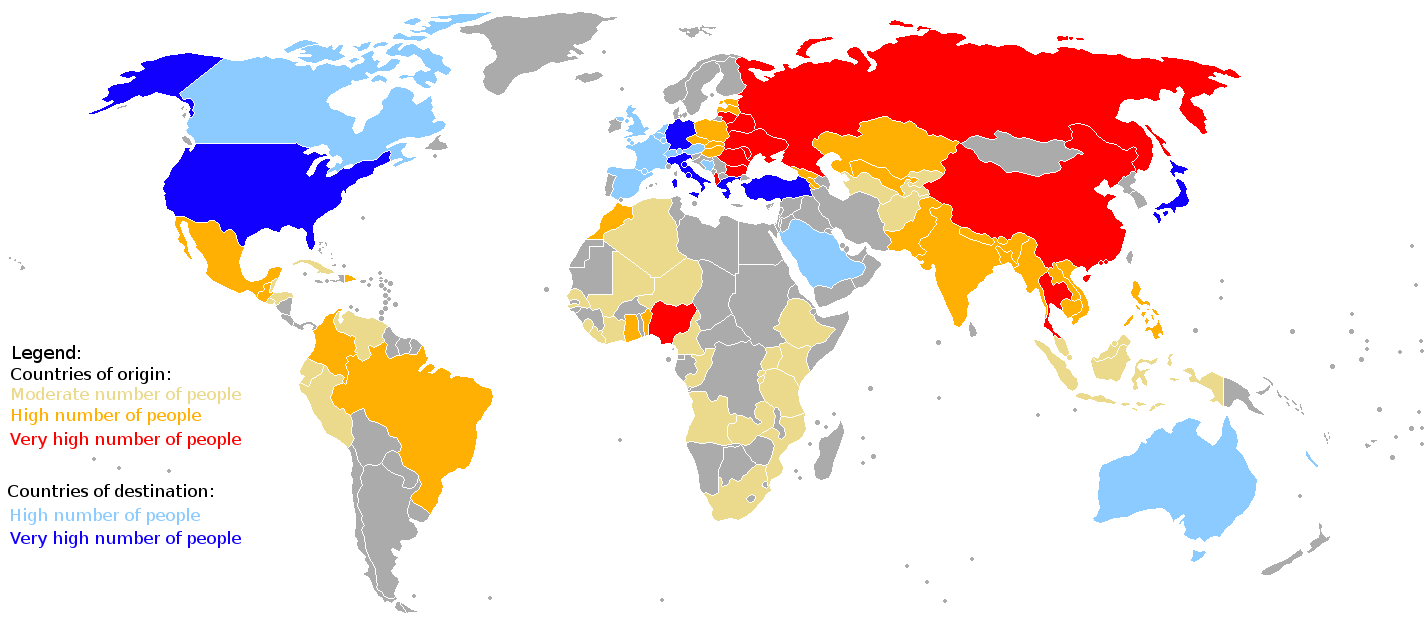
Країни-донори (червоний) і країни-реципієнти кримінальних потоків  (англ.)
Глобальна боротьба з торгівлею людьми (англ.)

## Гендерний стан
Статеве співвідношення (оцінка 2015 року):
- при народженні — 1,05 особи чоловічої статі на 1 особу жіночої;
- у віці до 14 років — 1,05 особи чоловічої статі на 1 особу жіночої;
- у віці 15—24 років — 1,06 особи чоловічої статі на 1 особу жіночої;
- у віці 25—54 років — 1 особи чоловічої статі на 1 особу жіночої;
- у віці 55—64 років — 0,96 особи чоловічої статі на 1 особу жіночої;
- у віці за 64 роки — 0,86 особи чоловічої статі на 1 особу жіночої;
- загалом — 0,99 особи чоловічої статі на 1 особу жіночої[1].

## Демографічні дослідження
Демографічні дослідження в країні ведуться рядом державних і наукових установ:

### Українською
- Атлас. 10—11 клас. Економічна і соціальна географія світу / упорядники :  О. Я. Скуратович, Н. І. Чанцева. — К. : ДНВП «Картографія», 2010. — ISBN 978-966-475-639-3.
- Атлас світу / голов. ред. І. С. Руденко ; зав. ред. В. В. Радченко ; відп. ред. О. В. Вакуленко. — К. : ДНВП «Картографія», 2005. — 336 с. — ISBN 9666315467.
- Безуглий В. В. Економічна і соціальна географія зарубіжних країн : Навчальний посібник. — К. : ВЦ «Академія», 2007. — 704 с. — ISBN 978-966-580-239-6.
- Безуглий В. В., Козинець С. В. Регіональна економічна і соціальна географія світу : Навчальний посібник. — видання 2-ге, доп., перероб. — К. : ВЦ «Академія», 2007. — 688 с. — ISBN 966-580-144-9.
- Головченко В. І., Кравчук О. Країнознавство: Азія, Африка, Латинська Америка, Австралія і Океанія. — К., 2006. — 335 с. — ISBN 966-8939-04-2.
- Гудзеляк І. І. Географія населення: Навчальний посібник / І. Гудзеляк. — Л. : Видавничий центр ЛНУ імені Івана Франка, 2008. — 232 с. — ISBN 978-966-613-599-8.
- Дахно І. І. Країни світу: Енциклопедичний довідник / І. І. Дахно, С. М. Тимофієв. — К. : Мапа, 2011. — 606 с. — (Бібліотека нового українця) — ISBN 978-966-8804-23-6.
- Дахно І. І. Економічна географія зарубіжних країн : навчальний посібник. — К. : Центр учбової літератури, 2014. — 319 с. — ISBN 978-611-01-0682-5.
- Джаман В. О. Регіональні системи розселення: демографічні аспекти. — Чернівці : Рута, 2003. — 392 с. — ISBN 9665685988.
- Дорошенко Л. С. Демографія: Навчальний посібник. — К. : МАУП, 2005. — 112 с. — ISBN 966-608-442-2.
- Дубович І. А. Країнознавчий словник-довідник. — 5-те вид., перероб. і доп. — К. : Знання, 2008. — 839 с. — ISBN 978-966-346-330-8.
- Економічна і соціальна географія країн світу. Навчальний посібник / За ред. Кузика С. П. — Л. : Світ, 2002. — 672 с. — ISBN 966-603-178-7.
- Загальна медична географія світу / В. О. Шевченко [та ін.] — К. : [б.в.], 1998. — 178 с.
- Книш М. М., Мамчур О. І. Регіональна економічна і соціальна географія світу (Латинська Америка та Карибські країни, Африка, Азія, Океанія) : навч. посіб. — Л. : ЛНУ ім. Івана Франка, 2013. — 368 с. — ISBN 978-617-10-0007-0.
- Крисаченко В. С. Динаміка населення: Популяційні, етнічні та глобальні виміри. — К. : Видавництво Національного інституту стратегічних досліджень, 2005. — 368 с. — ISBN 966-554-083-1.
- Любіцева О. О., Мезенцев К. В., Павлов С. В. Географія релігій. — К. : АртЕК, 1999. — 504 с. — ISBN 966-505-006-0.
- Масляк П. О. Країнознавство. — К. : Знання, 2007. — 292 с. — (Вища освіта XXI століття)
- Масляк П. О., Дахно І. І. Економічна і соціальна географія світу / П. О. Масляк, І. І. Дахно ; за ред. П. О. Масляка. — К. : Вежа, 2003. — 280 с. — ISBN 966-7091-53-8.

### Російською
- (рос.) Новая Зеландия // Демографический энциклопедический словарь / главн. ред. Валентей Д. И. — М. : Советская энциклопедия, 1985. — 608 с.
- (рос.) Новая Зеландия // Страны и народы. Австралия и Океания. Антарктида / Редкол. П. И. Пучков (отв. ред.) и др. — М. : «Мысль». — 301 с. — (Страны и народы) — 180 тис. прим.
- (рос.) Атлас народов мира / Отв. ред. С. И. Брук и В. С. Апенченко. — М. : ГУГК ГГК СССР и Институт этнографии им. Н. Н. Миклухо-Маклая АН СССР, 1964. — 185 с. — 20 тис. прим.
- (рос.) Численность и расселение народов мира. Этнографические очерки / под ред. С. И. Брука. — М. : Издательство АН СССР, 1962. — 487 с.
- (рос.) Лаппо Г. М. География городов: Учебное пособие для географических факультетов вузов. — М. : Туманит, изд. центр ВЛАДОС, 1997. — 476 с. — ISBN 5-691-00047-0.
- (рос.) Ягельский А. География населения. — М. : Прогресс, 1980. — 383 с.